# 968

## Събития
- Първи поход на киевския княз Светослав I срещу България
- Битка при Силистра
- Изригване на вулкана Везувий.

## Родени
- Роман III Аргир, византийски император